# Municipio de La Fave
El municipio de La Fave (en inglés: La Fave Township) es un municipio ubicado en el condado de Scott en el estado estadounidense de Arkansas. En el año 2010 tenía una población de 110 habitantes y una densidad poblacional de 2,37 personas por km².

## Geografía
El municipio de La Fave se encuentra ubicado en las coordenadas 34°51′26″N 93°47′55″O / 34.85722, -93.79861. Según la Oficina del Censo de los Estados Unidos, el municipio tiene una superficie total de 46.38 km², de la cual 45,94 km² corresponden a tierra firme y (0,95 %) 0,44 km² es agua.

## Demografía
Según el censo de 2010, había 110 personas residiendo en el municipio de La Fave. La densidad de población era de 2,37 hab./km². De los 110 habitantes, el municipio de La Fave estaba compuesto por el 97,27 % blancos, el 0,91 % eran isleños del Pacífico y el 1,82 % eran de una mezcla de razas. Del total de la población el 2,73 % eran hispanos o latinos de cualquier raza.